# Nuno Álvares Pereira
Nuno Álvares Pereira o, en religió, Nuno de Santa Maria, conegut com el Sant Conestable (Flor da Rosa, 24 de juny de 1360 - Lisboa, 1 de novembre de 1431) va ser un general portuguès, noble que va tenir un paper fonamental en la lluita del Regne de Portugal contra el Regne de Castella entre 1383 i 1385, que va consolidar la independència de Portugal. Va fer-se frare carmelita. Venerat com a sant per l'Església catòlica, va ser canonitzat el 2009.

## Vida fins al 1387
Nascut a Flor da Rosa (avui part del municipi de Crato, Portalegre), era fill d'Álvaro Gonçalves Pereira i d'Iria Gonçalves do Carvalhal. Soldat des dels 13 anys, va casar-se als 17 amb Leonor de Alvim el 1377 a Vila Nova da Rainha. En tingué una filla que va desposar el primer duc de Bragança, esdevenint així l'antecessor i fundador de la darrera dinastia reial portuguesa. Va rebre els títols de comte d'Arraiolos, comte de Barcelos i comte d'Ourém.
Quan en 1383 va morir el rei Ferran I de Portugal, l'hereu del tron era la seva filla Beatriu de Portugal (1372-1410), casada amb Joan I de Castella. Davant el risc d'annexió de Portugal per Castella, Nuno Álvares va ser un dels primers nobles a defensar els drets al tron del mestre de l'Orde d'Avís, Joan. Encara que era fill il·legítim de Pere I, era preferible coronar-lo a perdre la independència del regne.
Castella envià una expedició militar per fer valer els drets de l'hereva legítima: el 6 d'abril de 1384, però, els castellans van ser derrotats per l'exèrcit comandat per Nuno Álvares a la batalla dels Atoleiros. Va ser nomenat llavors conestable de Portugal; també fou prior de l'Orde de Sant Joan de Jerusalem.
Un any més tard Joan va ser coronat rei i Castella va fer una nova campanya militar, però va ser derrotada definitivament a la batalla d'Aljubarrota, el 14 d'agost de 1385, en la qual Nuno Álvares va demostrar el seu geni militar i va derrotar el seu germà Pedro Álvares Pereira, que participava en el bàndol castellà. Fins al 1390, es van mantenir atacs fronterers contra Castella, fins que aquesta va reconèixer la independència portuguesa.

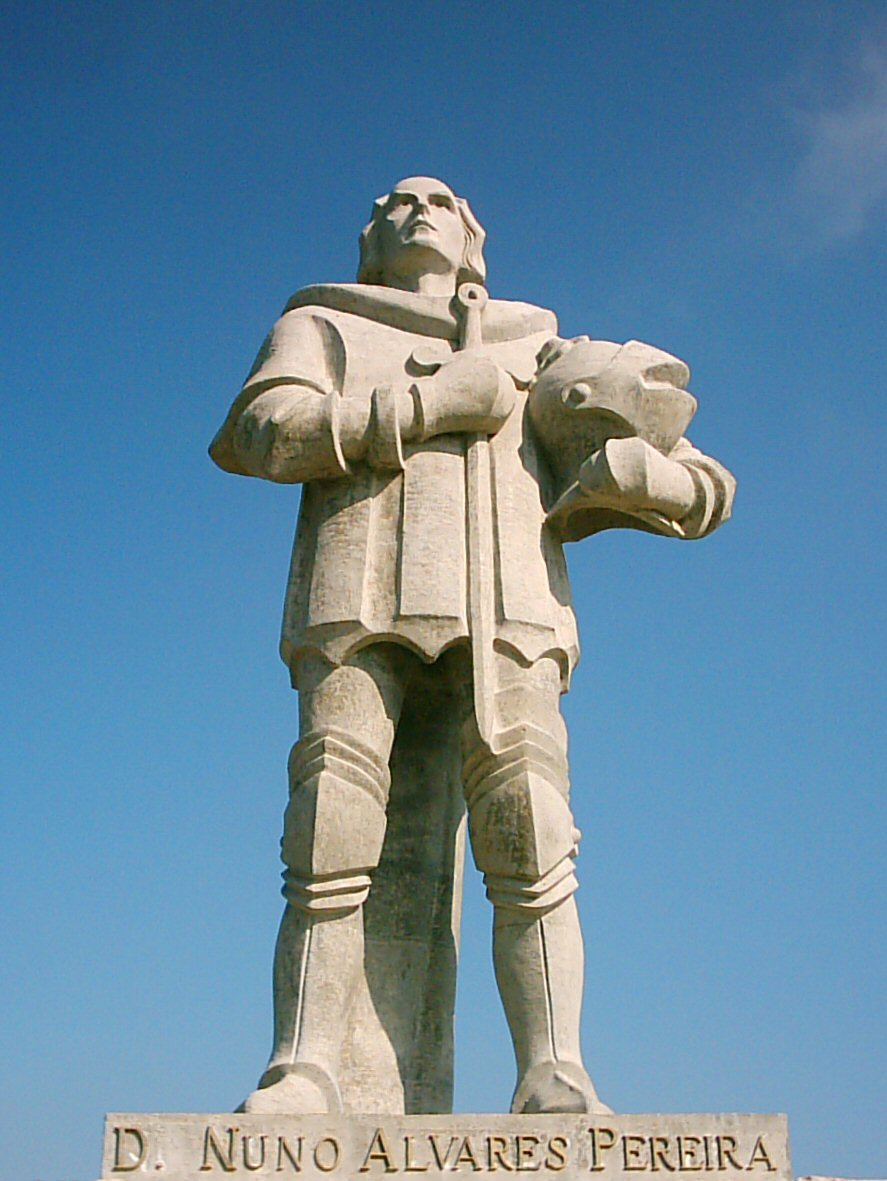
Estàtua de Nuno Álvares Pereira al castell d'Ourém
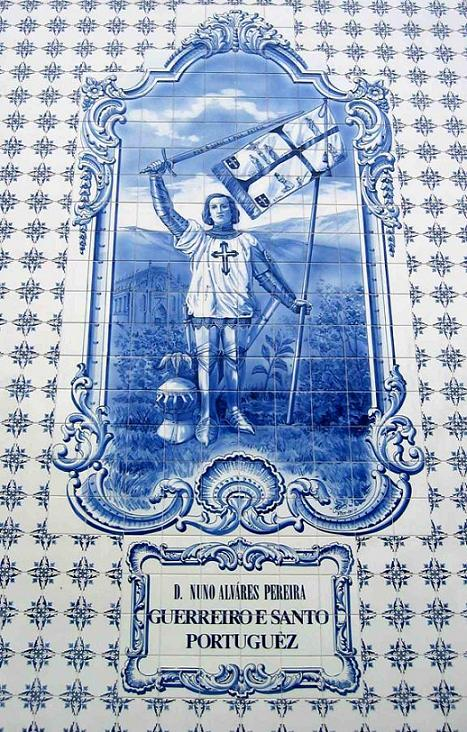
Plafó ceràmic a l'església de Rio Tinto, Gondomar
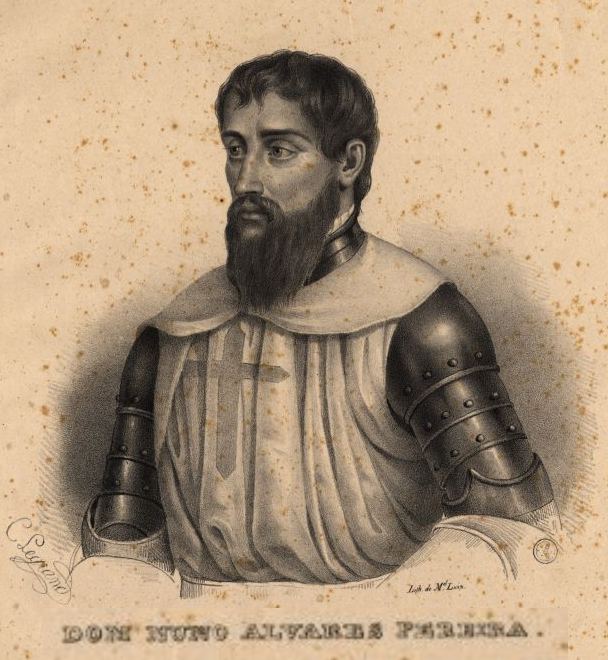
El sant en un gravat del segle XIX

## Vida religiosa
En morir la seva esposa, el 1387, va abraçar la vida religiosa. Va fundar el convent dels carmelites de Lisboa el 1389 i va ingressar a l'Orde del Carmel el 15 d'agost de 1423 com a germà llec. Després d'una vida modèlica de penitència, va morir en olor de santedat l'1 de novembre de 1431. Va ser enterrat al Convent del Carme de Lisboa, on havia mort, però en 1755, el terratrèmol que assolà Lisboa en destruí l'església i el túmul.
Va ser beatificat el 23 de gener de 1918 per Benet XV i canonitzat l'abril de 2009 per Benet XVI.

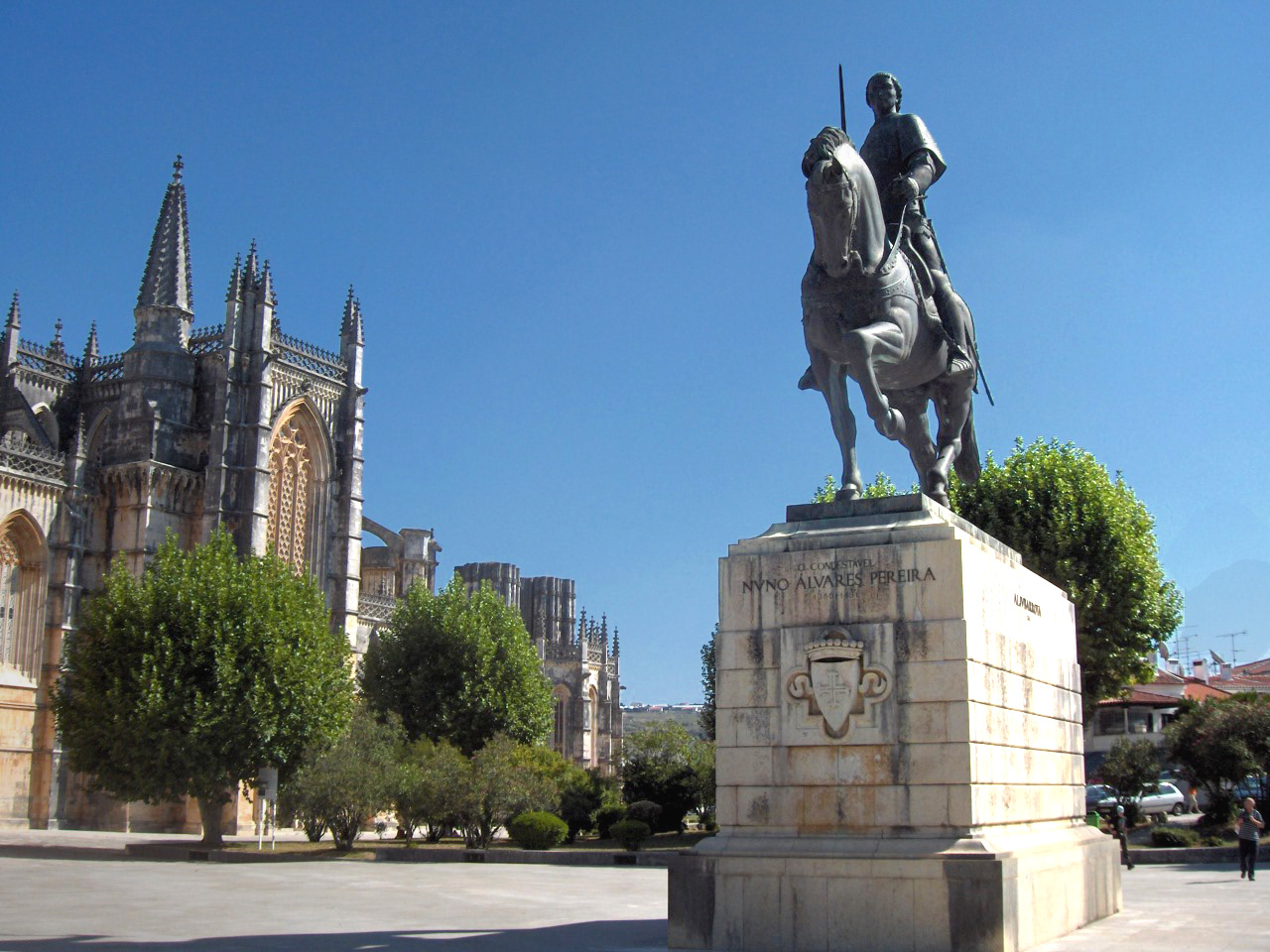
Escultura de Leopoldo de Almeida vora el monestir de Batalha
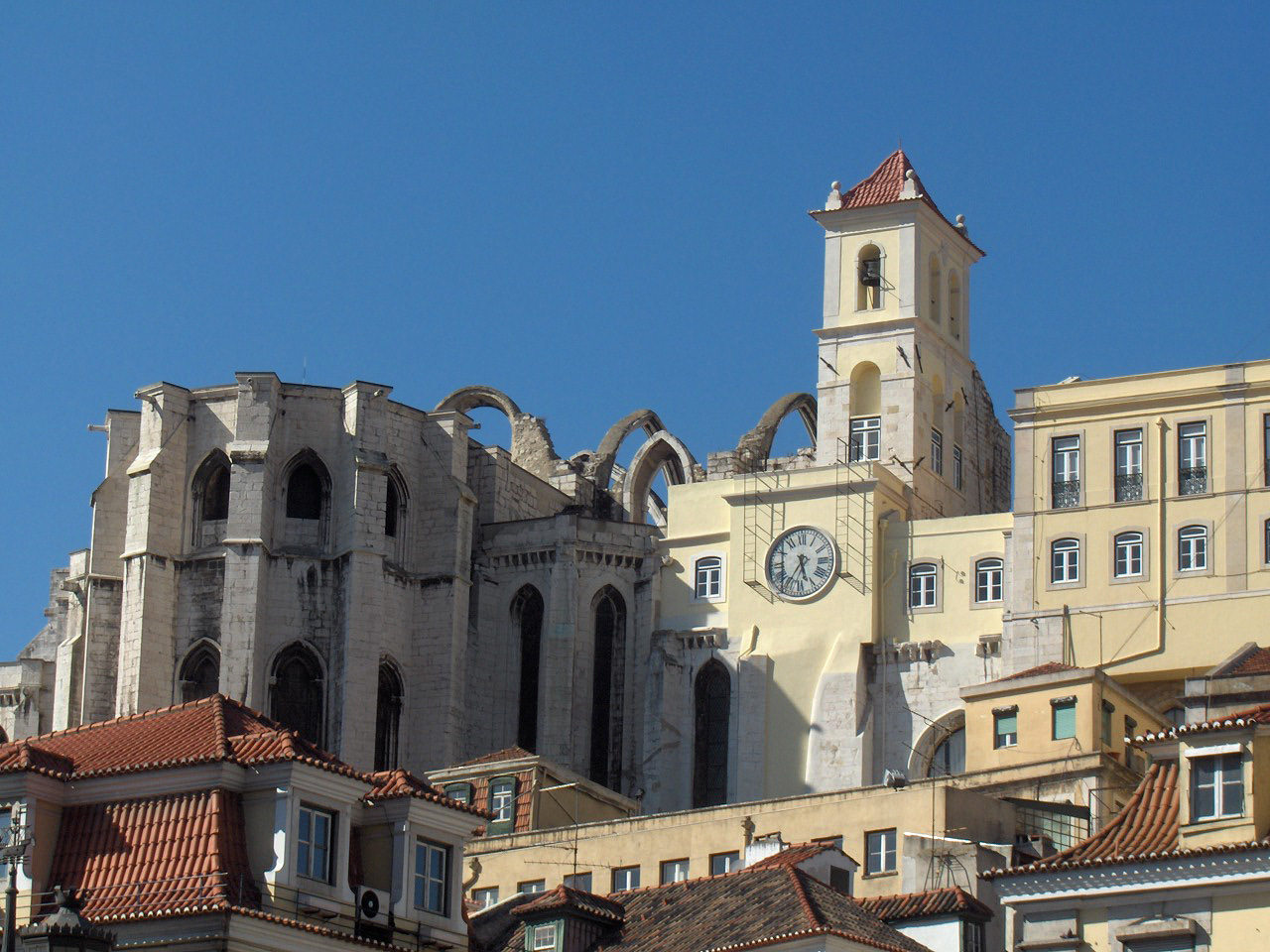
Església dels carmelites de Lisboa
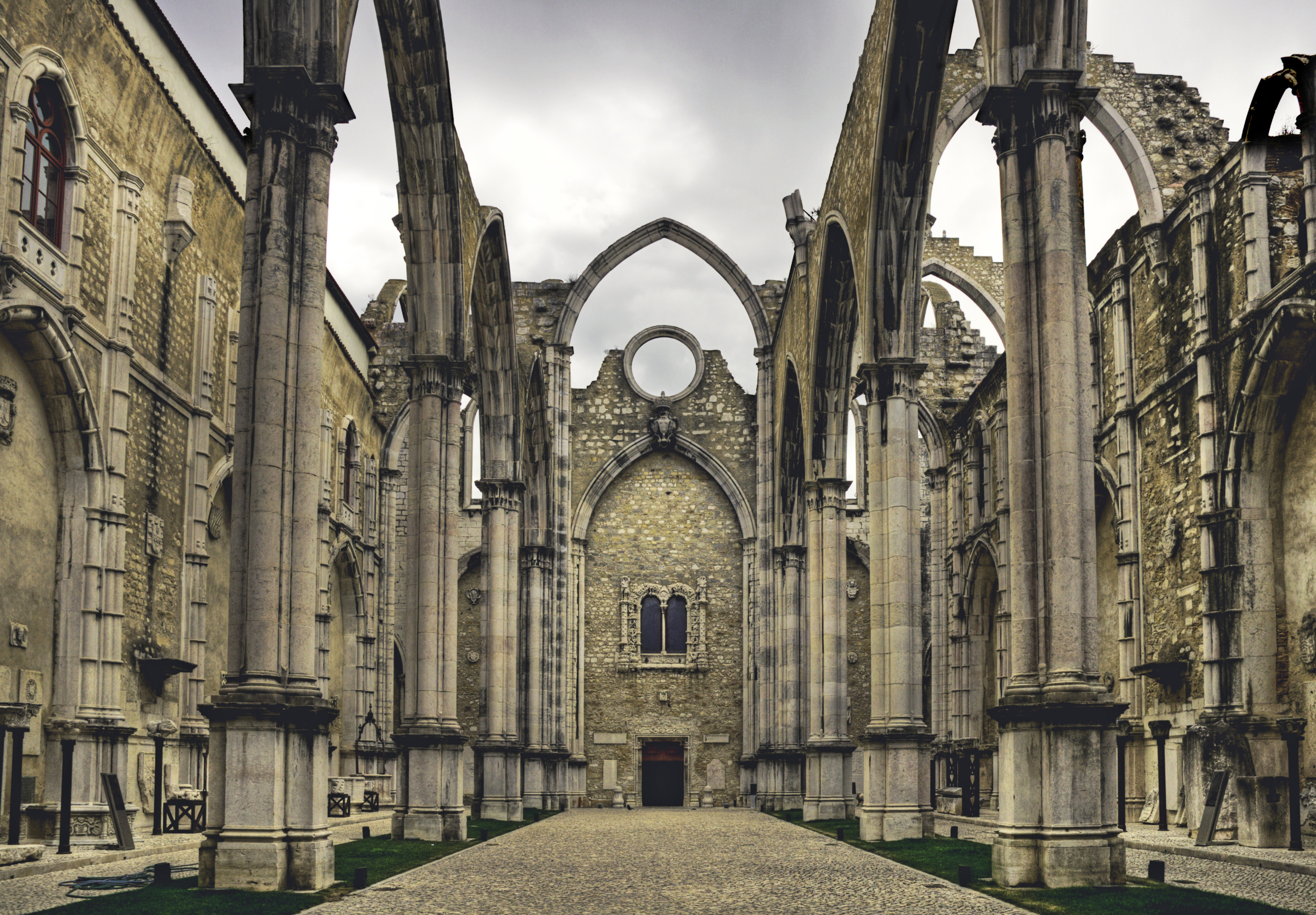
Convent del Carme, a Lisboa